# Tom Brown
Thomas P. Brown Jr. (26. září 1922, Washington – 27. října 2011, Castro Valley) byl americký tenista. Zahrál si finále dvouhry na Wimbledonu v roce 1947 a na americkém mistrovství roku 1946. V obou případech podlehl krajanovi Jacku Kramerovi. Ten byl naopak jeho spoluhráčem v mužské čtyřhře a společně dobyli v roce 1946 wimbledonský titul. Rok poté dokráčel Brown do finále mužské čtyřhry v Paříži, ve dvojici s Billy Sidwellem, v dalším ročníku hrál neúspěšně finále v All England Clubu, tentokrát v páru s Gardnarem Mulloyem. Ve smíšené čtyřhře vytvořil silnou dvojici s Louise Broughovou, vyhráli spolu v roce 1946 Wimbledon a v roce 1948 US Open. S Dorothy Bundyovou se v roce 1946 prokousali do finále Roland Garros. Dle statistik Pierra Gilloua byl jeho vrcholným rok 1946, kdy byl 7. nejlepším hráčem světa. Na turnaje jezdil 30 let, až do svých padesáti. Byl amatérem, takže během své hráčské kariéry se živil zároveň jako právník. Tuto profesi vykonával i po ukončení tenisové kariéry, ale po odchodu do důchodu se začal intenzivně věnovat veteránskému tenisu, v němž byl značně úspěšný. V roce 1988 ho Mezinárodní tenisová federace jmenovala Nejlepším veteránem na světě. V roce 2007 vydal své paměti s názvem As Tom Goes By.